# Jaki Liebezeit

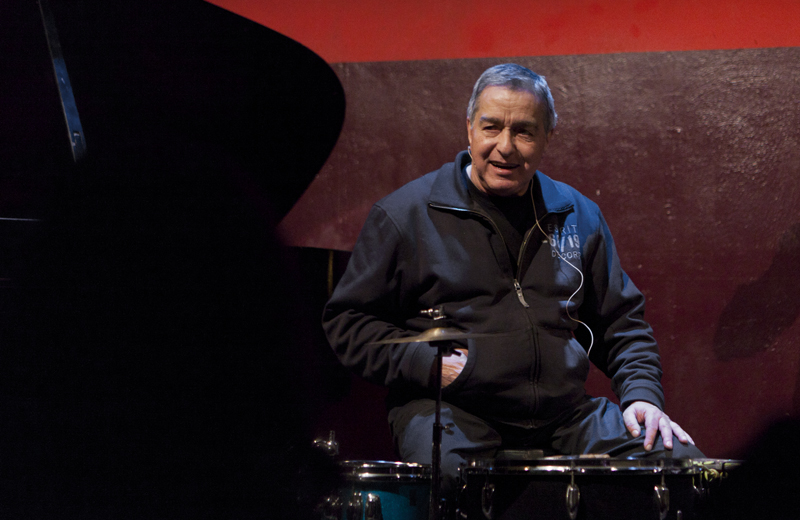
Jaki Liebezeit (december 2011)

Jaki Liebezeit, geboren als Hans Liebezeit, (Dresden, 26 mei 1938 - 22 januari 2017) was een Duitse drummer. Hij was actief in de jazz, werkte als studiomuzikant en was een van de leden van de band Can.

## Biografie
Liebezeit speelde in het begin van de jaren zestig als jazzdrummer met Buschi Niebergall in het trio van Manfred Welsandt, met de pianist Tete Montoliu en met trompettist Chet Baker. Hij werkte in de jaren 1966-1967 met het kwartet van Manfred Schoof en Globe Unity Orchestra, waar hij free jazz speelde.
In 1968 richtte hij met Holger Czukay, Irmin Schmidt en Michael Karoli de groep Can op.
Vanaf 1978 was hij studiomuzikant in Keulen en speelde hij mee op opnames van onder meer de Zeltinger Band, Michael Rother, Gianna Nannini, Eurythmics, Depeche Mode, Pascal Comelade en Brian Eno. Tevens had hij een aandeel in de grote successen van Joachim Witt, zo speelde hij o.a. mee op diens lied Goldener Reiter.
In de jaren tachtig maakte hij deel uit van de uit louter drummers bestaande groep Drums Off Chaos, waarmee hij op een hoog niveau abstracte muziek speelde. Hij werkte met de gitarist Dominik von Senger (Phantom Band, Dunkelziffer) en de Britse bassist Jah Wobble samen. In 1993 speelde hij in New York met Nicky Skopelitis; In 1995 richtte hij met de gitarist en instrumentbouwer Dirk Herweg en de synthesizerspeler Boris Polonski de groep Club Off Chaos op, waarmee hij veel optrad en drie albums maakte.
In 2002 verscheen van hem een plaat met Burnt Friedman:Secret Rhythms. In de jaren erop kwamen van het tweetal nog twee albums uit: Secret Rhythms II (2006) en Secret Rhythms III (2008). Liebezeit en Friedman traden tot Liebezeits overlijden in 2017 overal ter wereld op, soms aangevuld met andere musici.
Verder werkte Liebezeit samen met de kunstenaar Werner Kiera (twee 'online'-albums: Givt enGivt Return), Phillip Boa (het album Diamonds fall en een aantal concerten) en het muziekproject van Schiller (het album Atemlos).
Jaki Liebezeit speelde op een door hemzelf aangepast drumstel zonder pedalen. Over zijn ritmische opvatting heeft hij gezegd: "Je moet monotoon spelen, dus steeds weer dezelfde, dezelfde ritmische cyclus herhalen, herhalen, herhalen. Dan ontstaat groove.“ Of zoals Can-collega Holger Czukay het formuleerde: "Jaki speelt als een machine. Alleen maar beter.“
Jaki Liebezeit stierf op 22 januari 2017 aan de gevolgen van een longontsteking.

## Groepsprojecten
- 1968: Can
- 1980: Phantomband met Helmut Zerlett, Rosko Gee (Traffic, Can), Olek Gelba en Dominik von Senger, sloot aan de muziek van Can aan.
- 1982: Drums Off Chaos met o. a. Manos Tsangaris en Reiner Linke (Dunkelziffer)
- 1989: The Ya Ya’s met Dominik von Senger (Phantomband, Dunkelziffer)
- 1995: Club Off Chaos met Dirk Herweg en Boris Polonski

## Discografie (selectie)
- 1966 Manfred Schoof Quintett: Voices (op CD onder de titel „Avantgarde Jazz Collection“ met twee extra nummers van het Rolf Kühn-Joachim Kühn-kwartet van 1966, waarop Liebezeit niet meespeelt)
- 1966 Alexander von Schlippenbach: Globe Unity (alleen LP)
- 1969 Can: Monster Movie
- 1972 Can: Tago Mago
- 1977 Michael Rother: Flammende Herzen
- 1978 Michael Rother: Sterntaler
- 1978 Can: Can
- 1979 Michael Rother: Katzenmusik
- 1980 Phantomband: Phantomband
- 1980 Joachim Witt: Silberblick
- 1981 Phantomband: Freedom Of Speech
- 1982 Joachim Witt: Edelweiß
- 1982 Gianna Nannini: Latin Lover
- 1983 Trio: Bye Bye
- 1984 Full Circle (met Holger Czukay en Jah Wobble)
- 1987 Irmin Schmidt: Musk at Dusk
- 1987 Marius-Müller-Westernhagen: Westernhagen
- 1989 The Ya Ya’s: 2-3-4-5-6-7-8-9
- 1995 Brian Eno: Spinner
- 1997 Depeche Mode: Ultra
- 1997 Phantomband: Nowhere
- 1998 Club Off Chaos: Club Off Chaos
- 1998 Club Off Chaos: The Change of the Century
- 2001 Maria de Alvear/Drums Off Chaos: Baum
- 2001 Club Off Chaos: par et impar
- 2002 Secret Rhythms (met Burnt Friedman)
- 2005 Burnt Friedman & Jaki Liebezeit featuring David Sylvian: Out in the Sticks (alleen op 12″)
- 2005 Datenverarbeiter vs. Jaki Liebezeit: Givt Online-album
- 2006 Datenverarbeiter vs. Jaki Liebezeit: Givt Return Online-album
- 2006 Burnt Friedman & Jaki Liebezeit: Secret Rhythms II
- 2008 Phillip Boa & The Voodoo Club: Diamonds Fall
- 2008 Burnt Friedman & Jaki Liebezeit: Secret Rhythms III
- 2010 Schiller: Atemlos (op de tracks „Leidenschaft“ en „Opium“)
- 2011 Burnt Friedman & Jaki Liebezeit: Secret Rhythms IV
- 2011 Drums Off Chaos & Jens-Uwe Beyer: Drums Off Chaos & Jens-Uwe Beyer (Magazine)
- 2011 B.I.L.L. (Bell/Irmler/Liebezeit/Lippok): Spielwiese 2 (Klangbad)
- 2013 Sankt Otten: Messias Maschine (Denovali)
- 2013 Robert Coyne with Jaki Liebezeit: The Obscure Department (Meyer Records)
- 2013 Burnt Friedman / Jaki Liebezeit Secret Rhythms[3]
- 2014 Irmler/Liebezeit: Flut (Klangbad)
- 2015 Jaki Liebezeit, Holger Mertin: Akşak[4]